# Шпиро Спасојевић
Шпиро (Јована) Спасојевић (1885 — 1916) био је српски војник и добитник Карађорђеве звезде са мачевима.

## Биографија
Рођен је 12. децембра 1885. године. Због изузетне храбрости и способности брзо је унапређиван, тако да је из банканских ратова већ изашао као наредник, а већ 1914. године унапређен је у чин потпоручика. Ca својом браћом прешао је преко Албаније и ратовао је на Солунском фронту. Док су се његова браћа, Марко и Павле, борили у Гвозденом пуку, Шпиро је био команидр у 16. пуку који је настрадао у борбама на Црној реци и због великих губитака био расформиран. У тим борбама Шпиро се истакао јунаштвом на положају “Редут” где су забробили већи број Немаца. За тај подвиг одликован је официрским орденом КЗ са мачевима 4. реда. Убрзо потом, 8. новембра 1916, само месец дана после брата Марка и он је пао смртно погођен.
О трећем брату Павлу, знамо само да је и он погинуо у исто време.